# جورج بوردمان (مبشر)
جورج بوردمان (بالإنجليزية: George Boardman)‏ هو مبشر أمريكي، ولد في 8 فبراير 1801 في ليفرمور في الولايات المتحدة، وتوفي في 11 فبراير 1831 في داوي، ميانمار في ميانمار.